# Aridna klima
O aridni klimi (latinsko aridus - suh) ali o aridnem klimatskem območju govorimo, ko je količina padavin na nekem območju manjša od mogočega izhlapevanja v istem območju. Posledica tega je zelo nizka vlažnost zraka.
Razlikujemo:
- polno aridno klimo: padavine < izhlapevanje traja od 10 do 12 mesecev na leto
- polaridna klima: padavine < izhlapevanje trajajo 6 do 9 mesecev na leto.

Večina sušnih območij leži v subtropskem puščavskem pasu, ker pasati piha samo do tako imenovane Rossove širine. Aridna klimatska območja pa so tudi drugje, na primer v gorah kot tudi v polarnih puščavah.